# Cangur arborícola de plana
El cangur arborícola de plana (Dendrolagus spadix) és una espècie de marsupial de la família dels macropòdids. És endèmic de Papua Nova Guinea. Està amenaçat per la pèrdua d'hàbitat.